# Shelton (Connecticut)
Shelton è una città di 41.129 abitanti degli Stati Uniti d'America, situata nella Contea di Fairfield nello Stato del Connecticut.